# ساتيش كومار جونيور
ساتيش كومار جونيور (بالإنجليزية: Satish Kumar Jr)‏ هو لاعب كرة قدم هندي في مركز الوسط، ولد في 19 أبريل 1988 في بنغالور في الهند. لعب مع نادي موهون باغان.